# ダルエスサラーム州
ダルエスサラーム州（ダルエスサラームしゅう、Mkoa wa Dar es Salaam）は、タンザニア東部の州である。

## 概要
東部はインド洋に面し、陸地はプワニ州に囲まれている。ザンジバル海峡を挟んでウングジャ島（ザンジバル島）のザンジバル中部・南部州と対峙する。人口2,497,940人（2002年）、州都は旧首都（現在も実質上の首都）であり、タンザニア最大の都市であるダルエスサラームである。

## 下位行政区画
1. Ilala District
2. Kinondoni District
3. Temeke District
4. Kigamboni
5. Ubungo